# منطقة وصاية بويولالي
منطقة وصاية بويولالي (بالإندونيسية: Kabupaten Boyolali)‏ هي منطقة وصاية تقع في مقاطعة جاوة الوسطى بإندونيسيا. عاصمتها مدينة بويولالي والتي تقع على بعد 27 كم غرب سوراكارتا مع أعلى نقطة وهي جبل مربابو - 3141 م وبالإضافة إلى جبل مربابو هناك أيضا يقع جبل ميرابي الشهير في منطقة وصاية بويولالي. يقدر عدد سكانها في 2010 بـ 950,531 نسمة ومساحتها 1,015.10 كم2.

## المناخ
يظهر الجدول التالي التغييرات المناخية على مدار السنة لمنطقة وصاية بويولالي:
| البيانات المناخية لـمنطقة وصاية بويولالي                                                                               | البيانات المناخية لـمنطقة وصاية بويولالي | البيانات المناخية لـمنطقة وصاية بويولالي | البيانات المناخية لـمنطقة وصاية بويولالي | البيانات المناخية لـمنطقة وصاية بويولالي | البيانات المناخية لـمنطقة وصاية بويولالي | البيانات المناخية لـمنطقة وصاية بويولالي | البيانات المناخية لـمنطقة وصاية بويولالي | البيانات المناخية لـمنطقة وصاية بويولالي | البيانات المناخية لـمنطقة وصاية بويولالي | البيانات المناخية لـمنطقة وصاية بويولالي | البيانات المناخية لـمنطقة وصاية بويولالي | البيانات المناخية لـمنطقة وصاية بويولالي | البيانات المناخية لـمنطقة وصاية بويولالي |
| الشهر | يناير                                    | فبراير                                   | مارس                                     | أبريل                                    | مايو                                     | يونيو                                    | يوليو                                    | أغسطس                                    | سبتمبر                                   | أكتوبر                                   | نوفمبر                                   | ديسمبر                                   | المعدل السنوي                            |
| --- | ---------------------------------------- | ---------------------------------------- | ---------------------------------------- | ---------------------------------------- | ---------------------------------------- | ---------------------------------------- | ---------------------------------------- | ---------------------------------------- | ---------------------------------------- | ---------------------------------------- | ---------------------------------------- | ---------------------------------------- | ---------------------------------------- |
| المتوسط اليومي °م (°ف)                                                                                                 | 25.3 (77.5)                              | 25.2 (77.4)                              | 25.4 (77.7)                              | 25.9 (78.6)                              | 25.7 (78.3)                              | 25.2 (77.4)                              | 24.9 (76.8)                              | 25.1 (77.2)                              | 25.5 (77.9)                              | 26.1 (79.0)                              | 25.9 (78.6)                              | 25.5 (77.9)                              | 25.5 (77.9)                              |
| الهطول مم (إنش) | 338 (13.3)                               | 320 (12.6)                               | 352 (13.9)                               | 237 (9.3)                                | 163 (6.4)                                | 65 (2.6)                                 | 46 (1.8)                                 | 39 (1.5)                                 | 58 (2.3)                                 | 138 (5.4)                                | 227 (8.9)                                | 290 (11.4)                               | 2٬277 (89.6)                             |
| المصدر: http://www.weatherbase.com/weather/weather.php3?s=602274&cityname=Boyolali-Central-Java-Indonesia&units=metric |                                          |                                          |                                          |                                          |                                          |                                          |                                          |                                          |                                          |                                          |                                          |                                          |                                          |